# Ewen MacAskill
Ewen MacAskill (Glasgow, 29 de octubre de 1952) es un periodista británico, corresponsal de defensa e inteligencia actual para The Guardian. Como resultado de sus informes sobre datos acerca de la vigilancia mundial, fue nombrado co-ganador del Premio George Polk 2013. El mismo reporte también contribuyó al Premio Pulitzer de Servicio Público otorgado conjuntamente a The Guardian y The Washington Post en abril de 2014.

## Carrera
MacAskill fue editor político de The Scotsman durante seis años (1990-1996) antes de convertirse en jefe corresponsal político para The Guardian. En 2007, fue nombrado jefe de la oficina de Washington D. C.
MacAskill es interpretado por el actor británico Tom Wilkinson en la película biográfica de Edward Snowden, Snowden (2016), dirigida por Oliver Stone y protagonizada por Joseph Gordon-Levitt como Snowden.